# احمد الغامدی
احمد الغامدی (انگلیسی: Ahmed Al-Ghamdi؛ زادهٔ ۱۵ ژوئیهٔ ۱۹۹۴) یک ورزشکار است.